# Słomka (dopływ Dunajca)
Słomka – potok lewy dopływ Dunajca o długości 25,3 km i powierzchni zlewni 69,9 km².
Potok płynie w północno-wschodniej części Beskidu Wyspowego. Źródłowe cieki potoku wypływają pod północnymi stokami Jeżowej Wody na wysokości 888 m n.p.m. Spływają w północnym kierunku, łącząc się w Siekierczynie, przed dopłynięciem do wzniesień Golcowa i Kuklacza. Od miejsca połączenia się źródłowych cieków Słomka spływa w północno-wschodnim kierunku. Pod grzbietem Jabłońca zatacza łuk, zmieniając kierunek na południowo-wschodni i spływa przez miejscowości Przyszowa, Stronie, Świdnik, Owieczka, Rogi, Jadamwola, Olszana, Olszanka i Naszacowice. Na granicy Naszacowic i Podegrodzia uchodzi do Dunajca.
Największym dopływem Słomki jest prawobrzeżna Łukowica. W górnym biegu koryto potoku jest na ogół zwarte i wcięte, natomiast w części środkowej i dolnej jest niskie i potok wykazuje skłonność do meandrowania. W swoim środkowym biegu Słomka pokonuje dwa skalne przełomy; jeden na 10,5, drugi na 13 km jej biegu. Jest to potok o górskim charakterze, z dużymi i krótkotrwałymi wezbraniami wód po większych opadach. Transportuje wówczas duże ilości ziemi i rumoszu dennego, niszcząc brzegi. Część potoku jest uregulowana hydrotechnicznie.